# كريس إيفانز (سياسي)
كريس إيفانز (بالإنجليزية: Chris Evans)‏ هو سياسي أسترالي، ولد في 14 مايو 1958 في المملكة المتحدة. حزبياً، نشط في حزب العمال الأسترالي. وقد انتخب وزير التوظيف وعلاقات العمل ‏ (14 سبتمبر 2010 – 14 ديسمبر 2011) وانتخب عضو مجلس الشيوخ الأسترالي ‏ عن دائرة أستراليا الغربية (1 يوليو 1993 – 12 أبريل 2013).

## وصلات خارجية
- الموقع الرسمي